# 萎縮効果
萎縮効果（いしゅくこうか、英: chilling effect）とは、刑罰や規制を定める法令の文言が不明確であったり過度に広範であるため、その法令に抵触することを恐れて、本来自由に行いうる表現や行為が差し控えられること。チリング・エフェクトとも呼ばれる。

## 法理
アメリカ合衆国最高裁判所（連邦最高裁）が判例上発達させた法理である。法令がこのような効果を持つ場合には、裁判所により文面上違憲無効と判断されることがある。
萎縮効果の影響により自主規制が行われると、実質的に表現の自由が阻害されることがあると、大谷和広法律事務所大谷和広弁護士は言っている。

## 日本における判例
最高裁判所は徳島市公安条例事件においてこの法理の適用を否定したが、税関検閲事件においては「表現の自由を規制する法律の規定について限定解釈をすることが許されるのは、その解釈により、規制の対象となるものとそうでないものとが明確に区別され、かつ、合憲的に規制し得るもののみが規制の対象となることが明らかにされる場合でなければならず、また、一般国民の理解において、具体的場合に当該表現物が規制の対象となるかどうかの判断を可能ならしめるような基準をその規定から読みとることができるものでなければならない（中略）。ただし、かかる制約を付さないとすれば、規制の基準が不明確であるかあるいは広汎に失するため、表現の自由が不当に制限されることとなるばかりでなく、国民がその規定の適用を恐れて本来自由に行い得る表現行為までも差し控えるという効果を生むこととなるからである」と判示し、合憲限定解釈の限界を示した。